# Baščaršija
Baščaršija (törökül: Başçarşı) Szarajevó történelmi központja és legfontosabb tájékozódási pontja. Az óvárosban található, amit a török hódoltság idején építettek ki, a 16. században. A Baščaršija megnevezés a török nyelvből ered. A "baš" vagy török írás szerint "baş" az jelenti fő központi és a "čaršija" vagy "çarşı" jelentése bazár vagy piac.

## Nevezetességek
A városrészt emlékboltokkal és nyilvános szökőkutakkal halmozták el. Mindegyik utca a bazárban különböző mesterségeknek van felszentelve így ötvösök, fazekasok, lakatosok, kelmeárusok kaptak helyet benne. Kiemelkedő látványosság Gázi Huszrev bég dzsámija, vagy a Sebilj, melynek vizéből ha iszik a látogató, visszatér a városba. A városrész szélén, a Miljacka parton áll a délszláv háborúban leégett, majd kijavított könyvtár épülete.

## Fordítás
- Ez a szócikk részben vagy egészben  a   Baščaršija című angol Wikipédia-szócikk ezen változatának fordításán alapul.  Az eredeti cikk szerkesztőit annak laptörténete sorolja fel. Ez a jelzés csupán a megfogalmazás eredetét és a szerzői jogokat jelzi, nem szolgál a cikkben szereplő információk forrásmegjelöléseként.